# Palma d'Or
La Palma d'or (Palme d'Or, en francès) és el màxim premi atorgat pel jurat oficial del Festival de Canes. S'adjudica a la millor pel·lícula de l'any, triada entre aquelles presentades en competició. El símbol de la palma és tret de l'escut d'armes de la ciutat de Canes, com el lleó del Festival Internacional de Cinema de Venècia o l'os de Festival Internacional de Cinema de Berlín.

Escut de la ciutat de Canes

Al començament, la distinció més alta del festival va portar el nom de "Gran Premi del festival" i es materialitzava en un trofeu concebut per un artista de moda. El 1954, els organitzadors del festival van encarregar a diversos joiers una distinció que portés una palma, ja que aquest símbol és present en el blasó de la ciutat. El projecte guanyador va ser el de Lucienne Lazon. Un cop elaborat, el premi va agafar el nom de "Palma d'or" el 1955 i el va rebre per primera vegada el cineasta Delbert Mann per a Marty
El seu sòcol i la seva configuració han evolucionat amb el temps: Thierry de Bourqueney la va modernitzar el 1992 i el 1997 va fer-ho Caroline Scheufele, presidenta de la joieria suïssa Chopard, que des d'aquella data manté l'exclusiva de la seva realització. La palma, d'un valor de 24 quirats, és fixada sobre un coixí en cristall abans de ser col·locada en un joier en marroquí blau.

### Gran premi (1939-1954), Palme d'or (desde 1955)
El Gran premi del Festival de Canes prend el nom de Palma d'or a partir del 1955.
| Any             | Pel·lícula                                                                                 | Director                                                        | País                                                            |                                                        |
| --------------- | ------------------------------------------------------------------------------------------ | --------------------------------------------------------------- | --------------------------------------------------------------- | ------------------------------------------------------ |
| 1939            | Union Pacific                                                                              | Cecil B. DeMille                                                | Estats Units                                                    |                                                        |
| Dècada del 1940 |                                                                                            |                                                                 |                                                                 |                                                        |
| 1940–1945       | El festival no es va celebrar degut a la Segona Guerra Mundial.                            | El festival no es va celebrar degut a la Segona Guerra Mundial. | El festival no es va celebrar degut a la Segona Guerra Mundial. |                                                        |
| 1946            | Hets                                                                                       | Alf Sjöberg                                                     | Suècia                                                          |                                                        |
| 1946            | Dies perduts (The Lost Weekend)                                                            | Billy Wilder                                                    | Estats Units                                                    |                                                        |
| 1946            | De røde enge                                                                               | Bodil Ipsen & Lau Lauritzen                                     | Dinamarca                                                       |                                                        |
| 1946            | Neecha Nagar                                                                               | Chetan Anand                                                    | Índia                                                           |                                                        |
| 1946            | Breu encontre (Brief Encounter)                                                            | David Lean                                                      | Regne Unit                                                      |                                                        |
| 1946            | María Candelaria                                                                           | Emilio Fernández                                                | Mèxic                                                           |                                                        |
| 1946            | Veliky perelom                                                                             | Fridrikh Markovitch Ermler                                      | Unió Soviètica                                                  |                                                        |
| 1946            | La symphonie pastorale                                                                     | Jean Delannoy                                                   | França                                                          |                                                        |
| 1946            | Die Letzte Chance                                                                          | Leopold Lintberg                                                | Suïssa                                                          |                                                        |
| 1946            | Muži bez křídel                                                                            | František Čáp                                                   | Txecoslovàquia                                                  |                                                        |
| 1946            | Roma, ciutat oberta                                                                        | Roberto Rossellini                                              | Itàlia                                                          |                                                        |
| 1947            | Antoine et Antoinette (Millor drama psicològic i romàntic)                                 | Jacques Becker                                                  | França                                                          |                                                        |
| 1947            | Foc creuat (Millor pel·lícula social)                                                      | Edward Dmytryk                                                  | Estats Unitss                                                   |                                                        |
| 1947            | Les Maudits (Millor pel·lícula d'aventures)                                                | René Clément                                                    | França                                                          |                                                        |
| 1947            | Dumbo (Millor pel·lícula d'animació)                                                       | Ben Sharpsteen                                                  | Estats Units                                                    |                                                        |
| 1947            | Ziegfeld Follies (Millor comèdia musical)                                                  | Vincente Minnelli                                               | Estats Units                                                    |                                                        |
| 1948            | Festival no celebrat degut a problemes pressupostaris.                                     | Festival no celebrat degut a problemes pressupostaris.          | Festival no celebrat degut a problemes pressupostaris.          | Festival no celebrat degut a problemes pressupostaris. |
| 1949            | El tercer home (The Third Man)                                                             | Carol Reed                                                      | Regne Unit                                                      |                                                        |
| Dècada del 1950 |                                                                                            |                                                                 |                                                                 |                                                        |
| 1950            | Festival no celebrat degut a problemes pressupostaris.                                     | Festival no celebrat degut a problemes pressupostaris.          | Festival no celebrat degut a problemes pressupostaris.          | Festival no celebrat degut a problemes pressupostaris. |
| 1951            | Fröken Julie                                                                               | Alf Sjöberg                                                     | Suècia                                                          |                                                        |
| 1951            | Miracle a Milà (Miracolo a Milano)                                                         | Vittorio De Sica                                                | Itàlia                                                          |                                                        |
| 1952            | Othello                                                                                    | Orson Welles                                                    | Estats Units                                                    |                                                        |
| 1952            | Due soldi di speranza                                                                      | Renato Castellani                                               | Itàlia                                                          |                                                        |
| 1953            | Le Salaire de la peur                                                                      | Henri-Georges Clouzot                                           | França                                                          |                                                        |
| 1954            | Jigokumon                                                                                  | Teinosuke Kinugasa                                              | Japó                                                            |                                                        |
| 1955            | Marty                                                                                      | Delbert Mann                                                    | Estats Units                                                    |                                                        |
| 1956            | Le monde du silence                                                                        | Jacques-Yves Cousteau & Louis Malle                             | França                                                          |                                                        |
| 1957            | La gran prova (Friendly Persuasion)                                                        | William Wyler                                                   | Estats Units                                                    |                                                        |
| 1958            | Quan passen les cigonyes                                                                   | Mikhaïl Kalatózov                                               | Unió Soviètica                                                  |                                                        |
| 1959            | Orfeu negre (Orfeu Negro)                                                                  | Marcel Camus                                                    | França                                                          |                                                        |
| Dècada del 1960 |                                                                                            |                                                                 |                                                                 |                                                        |
| 1960            | La dolce vita                                                                              | Federico Fellini                                                | Itàlia                                                          |                                                        |
| 1961            | Una absència tan llarga (Une aussi longue absence)                                         | Henri Colpi                                                     | França                                                          |                                                        |
| 1961            | Viridiana                                                                                  | Luis Buñuel                                                     | Espanya · Mèxic                                                 |                                                        |
| 1962            | O Pagador de Promessas                                                                     | Anselmo Duarte                                                  | Brasil                                                          |                                                        |
| 1963            | Il Gattopardo                                                                              | Luchino Visconti                                                | Itàlia                                                          |                                                        |
| 1964            | Les Parapluies de Cherbourg (Els paraigües de Cherbourg)                                   | Jacques Demy                                                    | França                                                          |                                                        |
| 1965            | El Knack (The Knack)                                                                       | Richard Lester                                                  | Regne Unit                                                      |                                                        |
| 1966            | Un homme et une femme                                                                      | Claude Lelouch                                                  | França                                                          |                                                        |
| 1966            | Signore e signori                                                                          | Pietro Germi                                                    | Itàlia                                                          |                                                        |
| 1967            | Blow-Up                                                                                    | Michelangelo Antonioni                                          | Itàlia                                                          |                                                        |
| 1968            | Cancel·lat pels fets de Maig del 68                                                        | —                                                               | —                                                               |                                                        |
| 1969            | If...                                                                                      | Lindsay Anderson                                                | Regne Unit                                                      |                                                        |
| Dècada del 1970 |                                                                                            |                                                                 |                                                                 |                                                        |
| 1970            | M*A*S*H                                                                                    | Robert Altman                                                   | Estats Units                                                    |                                                        |
| 1971            | The Go-Between                                                                             | Joseph Losey                                                    | Regne Unit                                                      |                                                        |
| 1972            | La classe obrera va al paradís (La classe operaia va in paradiso)                          | Elio Petri                                                      | Itàlia                                                          |                                                        |
| 1972            | Il caso Mattei                                                                             | Francesco Rosi                                                  | Itàlia                                                          |                                                        |
| 1973            | The Hireling                                                                               | Alan Bridges                                                    | Regne Unit                                                      |                                                        |
| 1973            | L'espantaocells (Scarecrow)                                                                | Jerry Schatzberg                                                | Estats Units                                                    |                                                        |
| 1974            | La conversa (The Conversation)                                                             | Francis Ford Coppola                                            | Estats Units                                                    |                                                        |
| 1975            | Chronique des années de braise                                                             | Mohammed Lakhdar-Hamina                                         | Algèria                                                         |                                                        |
| 1976            | Taxi Driver                                                                                | Martin Scorsese                                                 | Estats Units                                                    |                                                        |
| 1977            | Padre padrone                                                                              | Paolo Taviani & Vittorio Taviani                                | Itàlia                                                          |                                                        |
| 1978            | L'albero degli zoccoli (L'arbre dels esclops)                                              | Ermanno Olmi                                                    | Itàlia                                                          |                                                        |
| 1979            | Apocalypse Now                                                                             | Francis Ford Coppola                                            | Estats Units                                                    |                                                        |
| 1979            | Die Blechtrömmel (El timbal de llauna)                                                     | Volker Schlöndorff                                              | RDA                                                             |                                                        |
| Dècada del 1980 |                                                                                            |                                                                 |                                                                 |                                                        |
| 1980            | Comença l'espectacle                                                                       | Bob Fosse                                                       | Estats Units                                                    |                                                        |
| 1980            | Kagemusha                                                                                  | Akira Kurosawa                                                  | Japó                                                            |                                                        |
| 1981            | Czlowiek z zelaza                                                                          | Andrzej Wajda                                                   | Polònia                                                         |                                                        |
| 1982            | Missing                                                                                    | Costa-Gavras                                                    | Estats Units                                                    |                                                        |
| 1982            | Yol                                                                                        | Şerif Gören                                                     | Turquia                                                         |                                                        |
| 1983            | La balada de Narayama (Narayama bushiko)                                                   | Shohei Imamura                                                  | Japó                                                            |                                                        |
| 1984            | París, Texas                                                                               | Wim Wenders                                                     | RDA                                                             |                                                        |
| 1985            | Otac na slubenom putu                                                                      | Emir Kusturica                                                  | Iugoslàvia                                                      |                                                        |
| 1986            | La missió (The Mission)                                                                    | Roland Joffé                                                    | Regne Unit                                                      |                                                        |
| 1987            | Sous le soleil de Satan                                                                    | Maurice Pialat                                                  | França                                                          |                                                        |
| 1988            | Pelle, el conqueridor                                                                      | Bille August                                                    | Dinamarca                                                       |                                                        |
| 1989            | Sexe, mentides i cintes de vídeo (Sex, Lies, and Videotape)                                | Steven Soderbergh                                               | Estats Units                                                    |                                                        |
| Dècada del 1990 |                                                                                            |                                                                 |                                                                 |                                                        |
| 1990            | Cor salvatge (Wild at Heart)                                                               | David Lynch                                                     | Estats Units                                                    |                                                        |
| 1991            | Barton Fink                                                                                | Joel Coen & Ethan Coen                                          | Estats Units                                                    |                                                        |
| 1992            | Den goda viljan (Les millors intencions)                                                   | Bille August                                                    | Dinamarca                                                       |                                                        |
| 1993            | Ba wang bie ji                                                                             | Chen Kaige                                                      | R.P. de la Xina                                                 |                                                        |
| 1993            | The Piano                                                                                  | Jane Campion                                                    | Nova Zelanda                                                    |                                                        |
| 1994            | Pulp Fiction                                                                               | Quentin Tarantino                                               | Estats Units                                                    |                                                        |
| 1995            | Underground                                                                                | Emir Kusturica                                                  | RF Iugoslàvia                                                   |                                                        |
| 1996            | Secrets & Lies                                                                             | Mike Leigh                                                      | Regne Unit                                                      |                                                        |
| 1997            | Ta'm e guilass                                                                             | Abbas Kiarostami                                                | Iran                                                            |                                                        |
| 1997            | Unagi                                                                                      | Shohei Imamura                                                  | Japó                                                            |                                                        |
| 1998            | Mia aioniotita kai mia mera                                                                | Theo Angelópulos                                                | Grècia                                                          |                                                        |
| 1999            | Rosetta                                                                                    | Luc & Jean-Pierre Dardenne                                      | Bèlgica                                                         |                                                        |
| Dècada del 2000 |                                                                                            |                                                                 |                                                                 |                                                        |
| 2000            | Dancer in the Dark                                                                         | Lars von Trier                                                  | Dinamarca                                                       |                                                        |
| 2001            | L'habitació del fill (La stanza del figlio)                                                | Nanni Moretti                                                   | Itàlia                                                          |                                                        |
| 2002            | El pianista (The Pianist)                                                                  | Roman Polański                                                  | França                                                          |                                                        |
| 2003            | Elephant                                                                                   | Gus Van Sant                                                    | Estats Units                                                    |                                                        |
| 2004            | Fahrenheit 9/11                                                                            | Michael Moore                                                   | Estats Units                                                    |                                                        |
| 2005            | L'enfant                                                                                   | Luc & Jean-Pierre Dardenne                                      | Bèlgica                                                         |                                                        |
| 2006            | The Wind That Shakes the Barley                                                            | Ken Loach                                                       | Regne Unit                                                      |                                                        |
| 2007            | 4 luni, 3 saptamini si 2 zile                                                              | Cristian Mungiu                                                 | Romania                                                         |                                                        |
| 2008            | Entre les murs                                                                             | Laurent Cantet                                                  | França                                                          |                                                        |
| 2009            | Das weiße Band                                                                             | Michael Haneke                                                  | Alemanya · Àustria                                              |                                                        |
| Dècada del 2010 |                                                                                            |                                                                 |                                                                 |                                                        |
| 2010            | L'oncle Boonmee, que recorda les seves vides passades ลุงบุญมีระลึกชาติ, Lung Bunmi Raluek Chat | Apichatpong Weerasethakul                                       | Tailàndia                                                       |                                                        |
| 2011            | The Tree of Life                                                                           | Terrence Malick                                                 | Estats Units                                                    |                                                        |
| 2012            | Amour                                                                                      | Michael Haneke                                                  | Àustria · França                                                |                                                        |
| 2013            | La Vie d'Adèle                                                                             | Abdellatif Kechiche                                             | França                                                          |                                                        |
| 2014            | Kış Uykusu (Winter Sleep)                                                                  | Nuri Bilge Ceylan                                               | Turquia                                                         |                                                        |
| 2015            | Dheepan                                                                                    | Jacques Audiard                                                 | França                                                          |                                                        |
| 2016            | I, Daniel Blake                                                                            | Ken Loach                                                       | Regne Unit · França                                             |                                                        |
| 2017            | The Square                                                                                 | Ruben Östlund                                                   | Suècia · Alemanya · França · Dinamarca                          |                                                        |
| 2018            | Shoplifters (万引き家族 / Manbiki kazoku)                                                  | Hirokazu Kore-eda                                               | Japó                                                            |                                                        |
| 2019            | Parasite (기생충 / Gisaengchung)                                                           | Bong Joon-ho                                                    | Corea del Sud                                                   |                                                        |
| Dècada del 2020 |                                                                                            |                                                                 |                                                                 |                                                        |
| 2020            | Festival anul·lat degut a la pandèmia de COVID-19.                                         | Festival anul·lat degut a la pandèmia de COVID-19.              | Festival anul·lat degut a la pandèmia de COVID-19.              |                                                        |
| 2021            | Titane                                                                                     | Julia Ducournau                                                 | França                                                          |                                                        |
| 2022            | Triangle of Sadness                                                                        | Ruben Östlund                                                   | Suècia                                                          |                                                        |
| 2023            | Anatomie d'une chute                                                                       | Justine Triet                                                   | França                                                          |                                                        |
| 2024            | Anora                                                                                      | Sean Baker                                                      | Estats Units                                                    |                                                        |